# 古地老稲荷神社
古地老稲荷神社（こじろういなりじんじゃ）は、東京都港区白金台一丁目（桑原坂）に存在する稲荷神社である。

## 祭神
- 「五穀豊穣」
- 「商売繁盛」
- 「火伏の神」

## 歴史
明和9年(1772年)、目黒行人坂の大円寺より出火した火災により周辺一帯が大きな被害を受け人々の心理に不安感を植え付け、これを宗教的な解決策で解消する試みが提案された。文政12年(1829年)、本神社の前身である古地郎稲荷が日吉坂上に設置される。
設置後は周辺地域に火事が起こらなくなるという偶然が起こり、これが同神社の霊験として住民に理解されるようになり、その後火伏せの稲荷として見なされるようになった。

## 祭事・年中行事
- 4月17日　　例大祭
- 9月1日　 　鎮火祭

## 所在地・交通
- 東京都港区白金台一丁目1-7
  - 東京メトロ南北線白金台駅から徒歩3分
  - 白金台の桑原坂を上り詰めた場所に存在する。八芳園の敷地に食い込んで存在する。

## ギャラリー

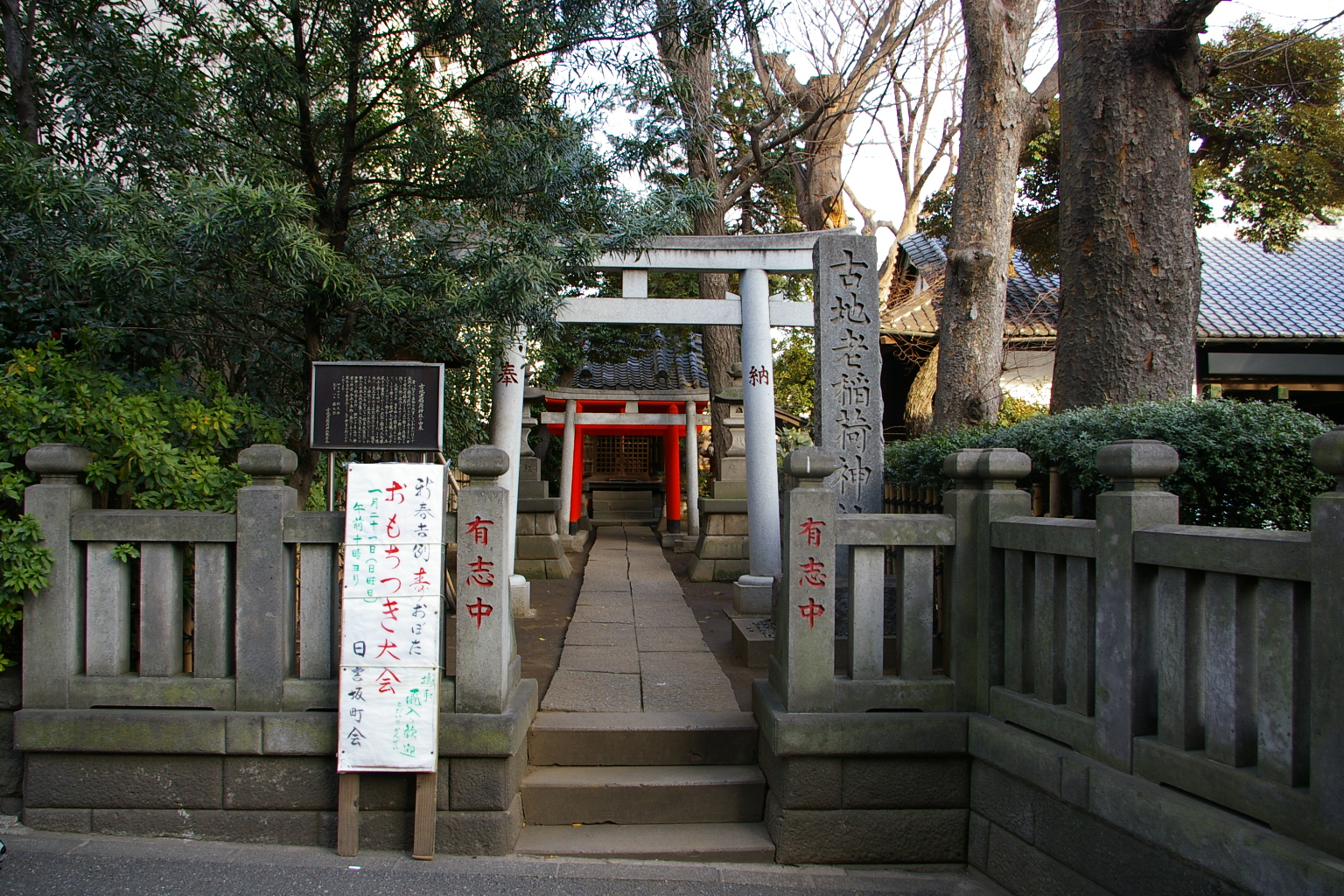
遠景
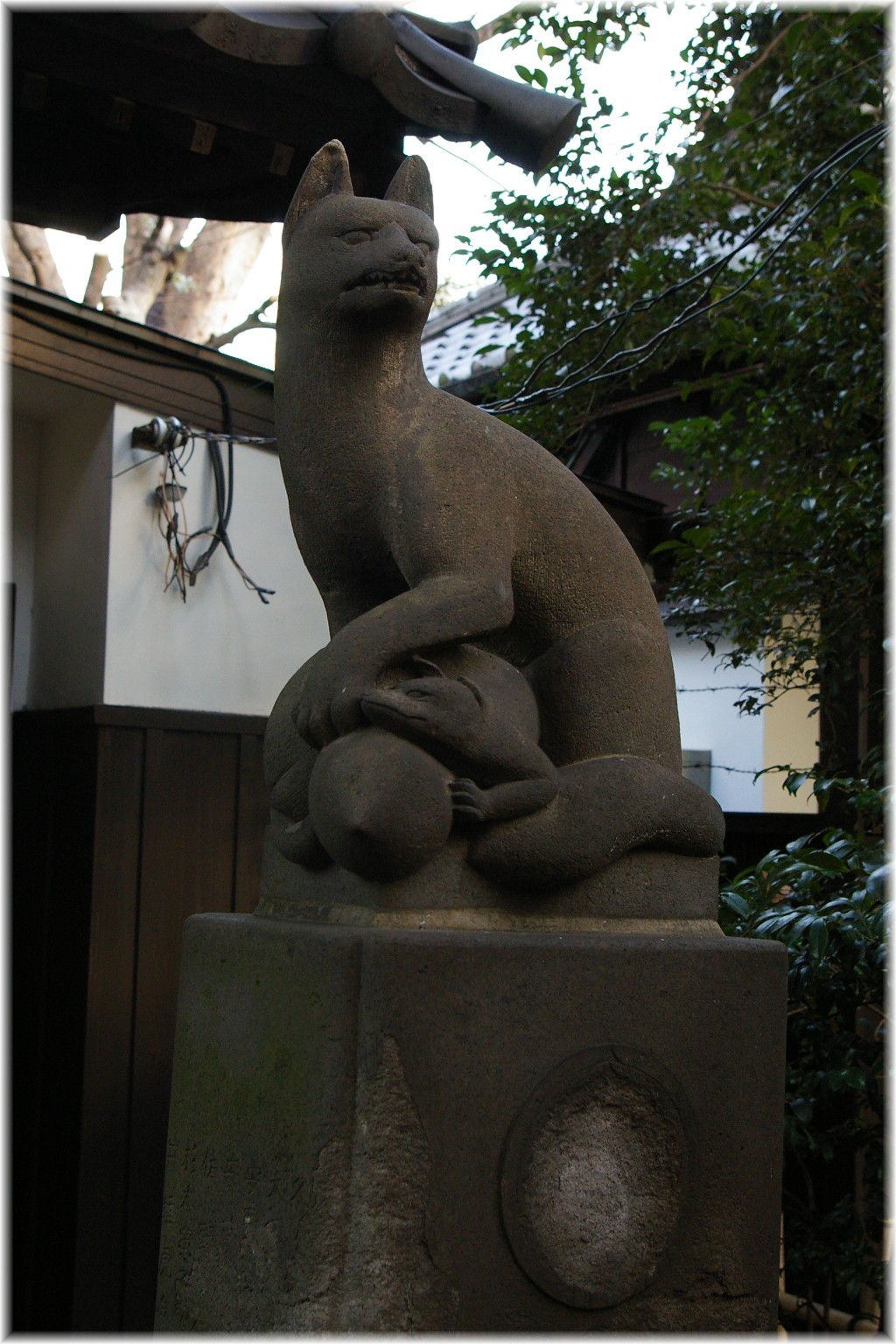
お狐樣
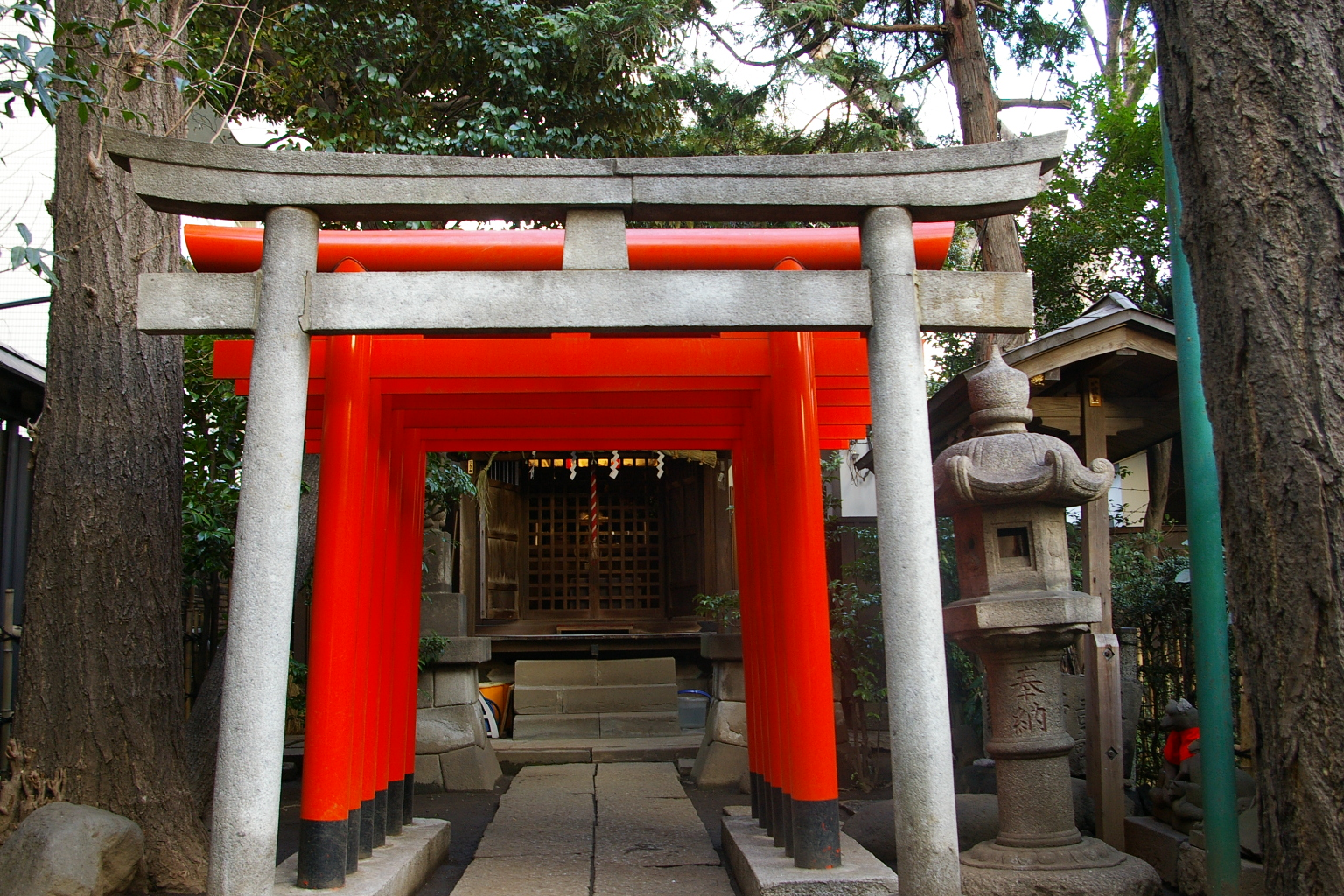
鳥居
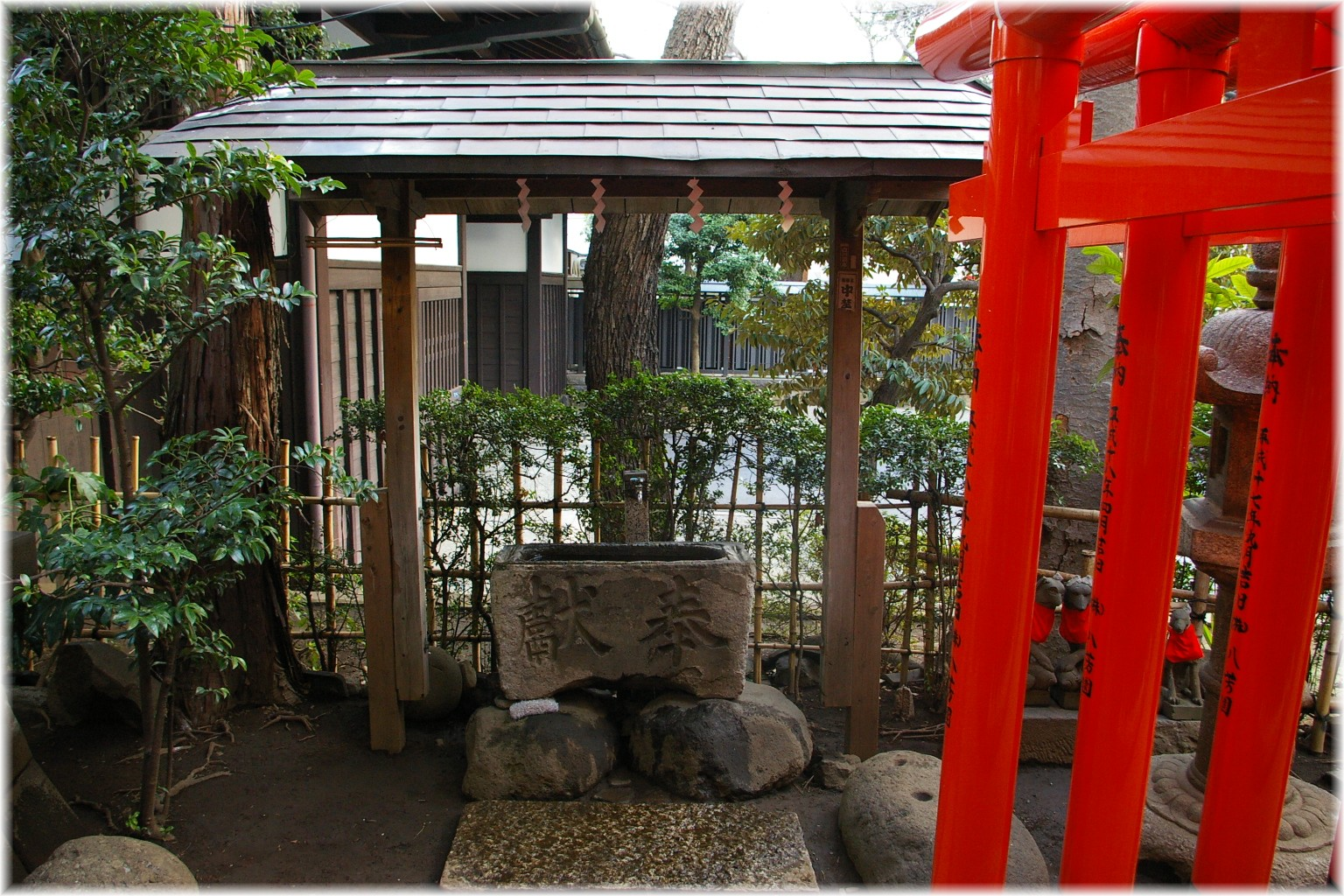
手水場
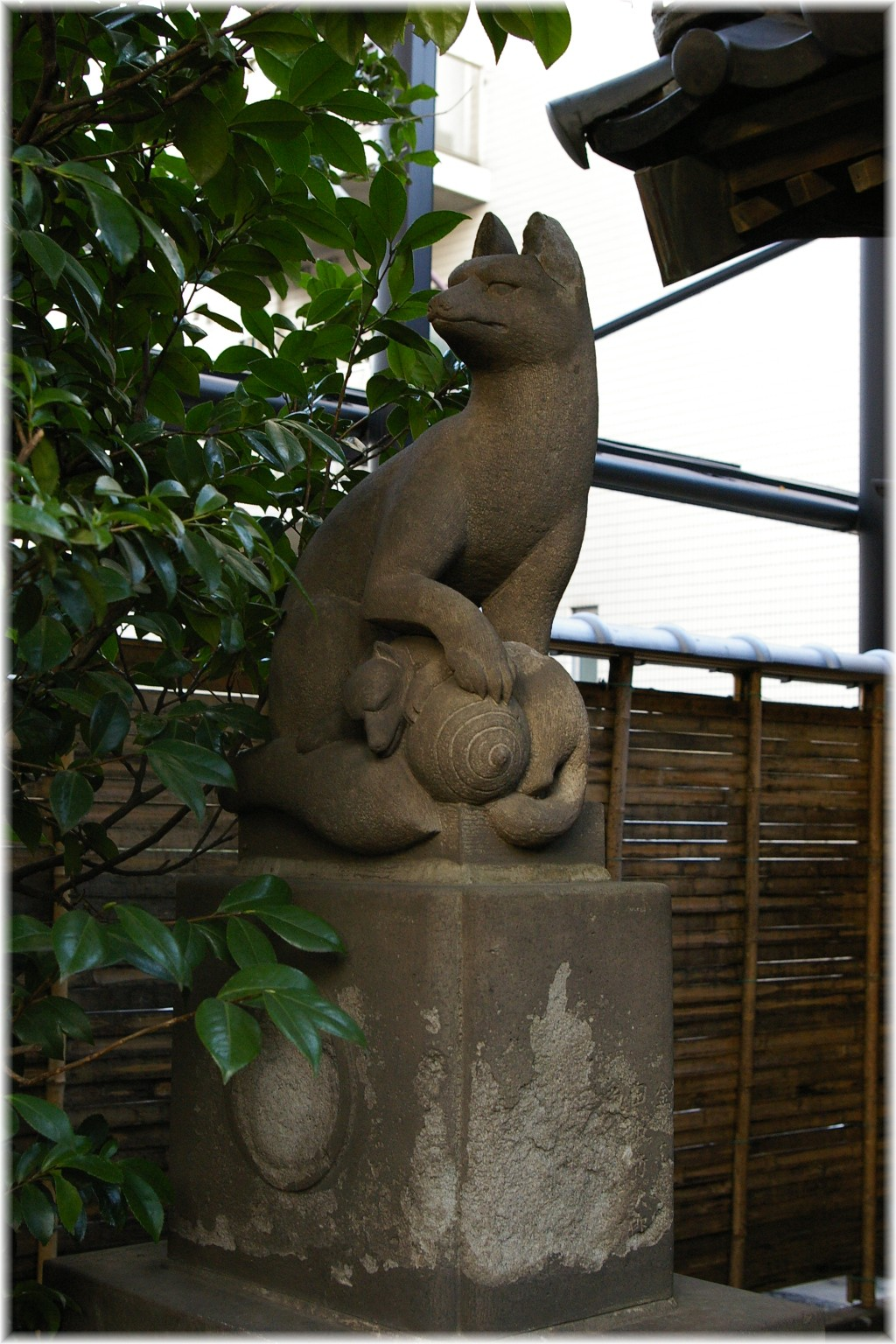
お狐樣